# 逆転検事の登場人物の一覧
逆転検事の登場人物の一覧（ぎゃくてんけんじのとうじょうじんぶつのいちらん）は、カプコンの推理アドベンチャーゲーム『逆転検事』シリーズおよびその漫画版に登場する人物の一覧。
以下、登場話別に記述する。個別記事が存在する登場人物についての詳細な説明は、各リンク先を参照のこと。

## 登場人物の名前について
登場人物の名称に関する法則性は、逆転裁判の登場人物の一覧#登場人物の名前についてを参照のこと。

## 主要登場人物

### 『逆転裁判』シリーズからの出演
御剣 怜侍（みつるぎ れいじ）[ミツルギ]
本シリーズの主人公で、地方検事局に勤める上級検事。26歳。逆転裁判シリーズでは弁護士・成歩堂龍一の幼馴染かつライバルとして登場していた。
伝説の検事と謳われた狩魔豪に師事し、20歳で検事となった天才検事。弁護士である御剣信を父に持つが、幼少期に事件に巻き込まれ父を失った。その事件の影響から地震に対して恐怖心を抱いており、地震（またはそれに準ずる地面の振動）が発生すると意識を失うことがある。ワインレッド色のスーツと黒色のウェストコートに白色のクラバットを常に身に着けており、腕を組んだり、眉間にしわを寄せる癖がある。「大江戸戦士トノサマン」のファンであり、執務室にはトノサマンのフィギュアが飾られている。「大切な服に穴が空くなどとんでもない」という豪の教えを受け、検事バッジは襟に付けず常にポケットに入れている。
本シリーズは、時系列としては『逆転裁判3』と『逆転裁判4』の間に位置する。『検事』では、ボルジニア共和国での海外出張を終え、帰路に着いたその日に不可解な殺人事件に遭遇する。また、『検事2』は『検事』の2週間後の時系列に位置する。
糸鋸 圭介（いとのこぎり けいすけ）[イトノコ]
所轄署の初動捜査を担当する刑事課所属の刑事。32歳。逆転裁判シリーズから引き続き、御剣と共に捜査を担当する。『逆転裁判2』より検事・狩魔冥とも面識がある。
信頼を寄せる御剣のためならば時には身の危険を冒してまでも懸命に奔走する情熱派ではあるが、空回りやミスが起因して薄給に喘いでいる。「～ッス」を語尾につけることが口癖。かなりの大柄であり常にコートを着用している。刑事課に配属されてすぐに事件の被疑者となり、その容疑を御剣が晴らしたことから御剣のことを信頼するようになった。
『逆転検事1&2 御剣セレクション』アートディレクションの岩元辰郎はそちらの発売を記念した『Nintendo DREAM』のインタビューで「実はガタイがよすぎて『逆転裁判』のころから『逆転検事』に至るまで、(容量の関係で)大きな動きができなかったイトノコさんですが、ついに今回その壁が取っ払われています!」と太鼓判を押している。
狩魔 冥（かるま めい）[カルマ][メイ]
アメリカで活躍している天才検事。19歳。検事・狩魔豪の娘。『逆転裁判2』より登場。
御剣と同じく父に師事していたため、御剣とは兄妹弟子の関係にあたる。アメリカにて13歳で検事となり、全ての裁判で有罪判決を勝ち取っていた。短気な性格であり、相手をフルネームで呼び、常に携帯している鞭で糸鋸など様々な人物や物体を容赦なく叩く。
本シリーズでは、国際警察の要請を受けて捜査活動に参加している。巨大密輸組織を追う中で一時的に来日した。

### 『逆転検事』からの出演
一条 美雲（いちじょう みくも）[ミクモ]
声 - 藤村歩（『検事』『検事2』プロモーション映像・『特別法廷』・ドラマCD ほか）
怪盗を自称する少女。17歳。
本シリーズのヒロインで、「ヤタガラス」という怪盗の2代目を自称する女子高生。物怖じしない天真爛漫な性格で、糸鋸とは妙に馬が合う。鍵の形をした髪飾り、黒いマフラーにピンク色のシャツ、黒いミニスカートを身に着けており、マフラーに「ヤタガラス」の形をしたバッジをつけている。「ぬすみちゃん」という機械を持っており、情報を入力することで事件当時の現場の状況をバーチャルで再現することができる。父親は検事・一条九郎であり、父が事件に巻き込まれ死亡した際に、若き日の御剣や狩魔冥、糸鋸と出会っていた。
狼 士龍（ろう しりゅう）[ロウ]
声 - 三宅健太（『検事』プロモーション映像・『特別法廷』・ドラマCD）
国際警察捜査官。27歳。
西鳳民国の警察一族「狼家」の現当主。家祖に当たる狼子が4000年前に編纂した逮捕方法論「逮捕学」に基いて各時代の警察機構上層部で絶大な権威を振るった大家の一員であり、自身もまた国際警察に所属して世界的犯罪組織の摘発、検挙に奔走するエリート捜査官として活動している。しかし、犯罪を立証する証拠の捏造や隠蔽によって狼家の名誉と権威を失墜に追いやった検事を毛嫌いしており、基本的に信用もしなければ必要以上の関係も持ちたがらない。
犯罪検挙のためならば強引な手段に訴えることも辞さず、その行動力が示すように風貌から言動に至るまで剛毅そのものだが、己の手足をなって懸命に働く部下を大切に思い、合掌によって深い敬意を表する神妙な心を持ち合わせているために「師父」と呼び慕われている。
追い込まれた時などには西鳳民国伝統武術の構えを取り、これについてスタッフは「実際に武術を嗜んでいて強いんじゃないか」「虎狼死家左々右エ門と並ぶシリーズ最強クラスの実力の持ち主」と語っている。
BGMは「狼子、曰く!」。
『逆転検事1&2 御剣セレクション』アートディレクションの岩元辰郎はそちらの発売を記念した『Nintendo DREAM』のインタビューで、制作陣を苦しめる大変なデザインだと語っている。
シーナ[シーナ]
狼の秘書。年齢不明。
口数こそ少ないが淡々とした男性口調を用いる芯の強い女性であり、狼の捜査活動を円滑に進めるために必要な情報収集などのサポート役を一手に担う極めて有能な秘書官。

### 『逆転検事2』からの出演
信楽 盾之（しがらき たてゆき）[シガラキ]
弁護士。36歳。
「御剣法律事務所」所長。一人称は「オジサン」。女性と見ては理由をこじつけてハグを求め、妙に含みを織り交ぜた発言を楽しむなど掴み所のない軽薄さを振り撒く反面、事に当たった際には一転して鋭い交渉術や豪胆な駆け引きを展開する。
かつて敏腕弁護士として名を馳せた御剣信の助手を務めた師弟関係の間柄にあり、助手時代は感情表現が非常に豊かな上に「情報を忘れないために記録したメモ用紙を食べる」という奇癖を持つ変わった青年だった。
ある事件に巻き込まれて信が死去した後も、法律事務所と愛用のボルサリーノを受け継いで活動を続けているため、本人曰く「御剣家を捨てた」「狩魔流に染まった」とする怜侍に敵意を抱いている。
『逆転検事1&2 御剣セレクション』アートディレクションの岩元辰郎はそちらの発売を記念した『Nintendo DREAM』のインタビューで「彼は『逆転』の世界ではレアな胸板薄めのシルエット細めのキャラなので、ミニキャラにしたときのバランスに苦労しました」と思いの丈を語っている。
BGMは「ジョークな本音」。
水鏡 秤（みかがみ はかり）[ミカガミ]
声 - 中村会里
裁判官。26歳。
表向きこそ穏やかな笑みを絶やさないが、その内面は鋼のように厳粛にして「法こそが絶対である」とする法権至上主義者。柄の部分に伸縮機構を持つ特製の木槌を愛用し、異議を唱える時は「却下!」と叫ぶ。
検事が正しく職務を遂行しているかを審査する上層組織「検事審査会」の審議員を兼任し、経験不足の弓彦を支えるサポート役として捜査に随行している。時として重大問題に発展しかねない御剣の捜査手法を快く思っておらず、検事資格剥奪も視野に入れて動向をうかがっている。
BGMは「法の女神」。
一柳 弓彦（いちやなぎ ゆみひこ）[イチヤナギ]
声 - 野田尚孝
検事。17歳。
一柳万才の息子。御剣をも凌ぐ17歳という異例の早さで検事就任を果たした、自称「一流」の新人検事。制服の上から赤いジャケットを羽織り、白手袋をはめている。推理を披露する時にはタクトを振るう。法曹家養成校での首席卒業を始め、何事においても一番になるのが信条であり、とにかく「一」が入る事象や言葉に対して病的なまでの執着を持つ。
胸を張って一流を自負する反面、導き出される推論や裏付けはまるで的外れなものばかりという三流の実力しか持ち合わせていない未熟者であり、見下しているはずの御剣から隙の無い正論を返されては恥をかいている。
BGMは「イチリュウの推理」「イチリュウの決別」。

## 『逆転検事』

### 『逆転の来訪者』
優木 誠人（ゆうき まこと）[ユウキ]
声 - 古川勇樹
検事。29歳。
検事局12階の1203号に執務室を構える上級検事。運動神経が良く、爽やかなスポーツマン気質を見せる検事局一の肉体派。ヘアバンドや金メダルを身に着けている。
モデルはプランナーの古川勇樹。
仲間戸 真治（なかまど しんじ）[ナカマド]
被害者。享年29。
優木の相棒を務めた刑事。御剣の執務室である1202号室で銃殺体として発見された。生前は優木のイメージで「リョウ」と呼ばれていた。
モデルはディレクターの山崎剛。
須々木 マコ（すずき マコ）[マコ]
警備員。23歳。
元々は警察官だったが同僚の殉職を機に退職し、様々な職業を転々として現在は検事局の警備員を務めている。自他共に認める酷い不幸体質。
『逆転検事1&2 御剣セレクション』アートディレクションの岩元辰郎はそちらの発売を記念した『Nintendo DREAM』のインタビューで、キャラクターデザインにおける普通体型の女性のベンチマークという趣旨の話をしている。
亜内 武文（あうち たけふみ）[ケンジ]
検事。
御剣の執務室で殺人事件が起きたことを知り、野次馬として現場の様子を見に来ていた。ベテランである旨を豪語するも、話しかけられた御剣自身はおぼろげにしか憶えていない。

### 『逆転エアライン』
木之路 いちる（このみち いちる）[コノミチ]
航空会社「ゴーユーエアライン」ファーストクラス担当客室乗務員。24歳。
スクエア状に結った髪型が特徴。一分の隙も見せないプロとしての誇りを持つ真面目な性格だが、焦りが募るに連れて敬語やお辞儀が段々と怪しくなる。機内の販売室には自身がデザインしたスーツケースが商品として陳列されているが、あまりにサイケデリックな色合いが災いして買い手が付かない有様である。御剣の犯行を目撃したと主張するだけでなく、危険人物として縄で縛り上げる気丈な一面を持つ。
白音 若菜（しらおと わかな）[シラオト]
「ゴーユーエアライン」ファーストクラス担当客室乗務員。24歳。
大きなバストや綺麗な脚を強調した露出度の高い制服、腰までの長髪をまとめておらず頻繁に居眠りをするなどだらしなさが目立ち、木之路とは対照的なプロらしからぬ態度の持ち主。しかし、語学が堪能という特技に加えて機長のお気に入りであるために不問に付されている。
BGMは「おやすみなさいですぅ」。
ジンク・ホワイト2世[ジンク]
美術商。62歳。
自称「美を売る大富豪」の老人。ボルジニア共和国の出身者で、巧みな日本語を操るものの日本の諺や慣用句については言葉自体を間違えて覚えていることが多い。短気な上に無駄な時間の浪費を極端に嫌う性格で、「時は金なり」を好きな日本語として挙げるほどだがその割にはよく喋る。
BGMは「タイムイズマネー」。
アクビー・ヒックス
被害者。享年28。
ファーストクラスの乗客。機内の上下階を繋ぐエレベーター内で撲殺体として発見された。遺留品から、身元は国際警察の捜査官であることが判明した。
宇在 拓也 [ジョウキャク]
映画監督。
「大江戸戦士トノサマン」シリーズの撮影監督。空港のロビーでベントーランドの弁当を食べながら、今後のトノサマンシリーズの構想を巡らせている。

### 『さらわれる逆転』
天野河 丈一郎（あまのがわ じょういちろう）[ジョウイチロウ]
「天野河コンツェルン」総裁。51歳。福々しい体格に福耳が特徴。
狩魔豪の知人で、狩魔豪の口利きで海外留学に際して色々と援助の手を差し伸べた御剣の恩人。一人息子の光には滅法甘い典型的な親馬鹿で持ち前の貫禄で常に尊大に振る舞うが、その実は暇があれば着物の黒帯に挟み込んだ3個の札束のうち、1個の札束を取り出して数える金の盲信者。
天野河 光（あまのがわ ひかる）[ヒカル]
「天野河コンツェルン」御曹司。21歳。
天野河丈一郎の一人息子で、姫子の恋人。何者かによる身代金目的の人質として誘拐されたが、手錠が掛かったままの状態で監禁場所から脱出して逃げおおせた。父・丈一郎に甘やかされて育てられたために性格は子供。心優しい美青年だが、顔が肥満で体がスリムな残念なイケメンである。ベストの胸ポケットからは、姫子が自分の髪の毛を売ってまでプレゼントした金の鎖が顔を覗かせている。ただし髪の売買価値が低い昨今の収入で買える程度の品物であるために高級品ではない。
織戸 姫子（おりと ひめこ）[ヒメコ]
光の恋人で天野河家メイド。19歳。
思い込みと妄想が激しく夢見がちな性格で美雲曰く「マンガに出てきそうな人」。惚れやすく光の恋人にもかかわらず御剣に惚れた様子を見せる。思ったことを口に出す性格で、考えていることが筒抜。光へのプレゼントの購入資金で自分の髪を売り払ったために後ろ髪が極端に短く水玉模様のスカーフを頭に巻いて誤魔化している。その代わりとして、光からプレゼントされた指輪型キャンディーを嵌め頻繁に舐めつつ大切にしている。
宝月 茜（ほうづき あかね）[アカネ]
女子高校生。18歳。
シーズンオフを利用して留学先のアメリカから一時帰国していた折、過去の事件で知り合った御剣が日本に戻っていると知って独自の方法で追いかけて来た。御剣の要請を快諾し、自前の道具で事件現場の科学捜査に乗り出す。
小倉 真澄（おぐら ますみ）
被害者。享年50。
天野河家の執事で、光の家庭教師。テーマパーク内のウエスタンエリア車庫で銃殺体として発見された。
原灰 ススム（はらばい ススム）[タイホクン][ハラバイ]
警察官。24歳。
テーマパーク正門周辺の警備を担当する総務課所属の巡査。誘拐犯逃亡の緊急無線を受けて馳せ参じ、変装捜査官の一員としてタイホくんの着ぐるみに身を包む。
大場 カオル（おおば カオル）[オバチャン]
職業不詳。年齢不詳。
タイホちゃんのスーツアクターとして働いており、重労働に愚痴をこぼしつつも「子どもたちの前では失態を見せない」とするプロ根性を垣間見せる。「マシンガントーク」の冴えは相変わらず。
優木 誠人（ゆうき まこと）[ユウキ]
丈一郎の知り合いで、一連の事件の正式な担当者として現場に出向した検事。
仲間戸 真治（なかまど しんじ）[ナカマド]
相棒を務める優木と共にテーマパークに出向した刑事。
ボーイ [プロトタイホ]
ホテル運営会社「バンドーグループ」役員。
ボーイ長として勤務していたビジネスホテル「板東ホテル」での企画の大成功を足掛かりに支配人に出世し、高級ホテルに改築した「ホテル・バンドー」、支店として新たに開業した高級ホテル「ホテル・バンドー・インペリアル」の経営も軌道に乗せ、警察関係者との縁からマスコットキャラクターであるタイホくんをテーマとした一大テーマパーク「バンドーランド」が開園してからは、プロトタイホくんの着ぐるみに身を包んで人目を忍びつつ現場視察を行っている。自ら正体を明かさないものの、丁重な礼の仕草や特徴的な口癖である「モチのロン」などから特定が極めて容易であり、開発スタッフも公認している。
課長（かちょう） [カチョー]
糸鋸が所属する所轄署の刑事課長。タイホくんの生みの親であり、テーマパーク入園口に飾られているお手製の初代タイホくん人形を娘に自慢しているが、当の娘本人は酷く怖がっている。
鹿羽 うらみ（しかばね うらみ）
天野河光宛ての手紙の差出人。ラブレターのような文面の手紙を送っているが、差出人氏名は金融会社「カリヨーゼ」となっている。
成歩堂 龍一（なるほどう りゅういち）、綾里 真宵（あやさと まよい）、綾里 春美（あやさと はるみ）
テーマパークの来訪客。湖でボートに乗っている3人組。

### 『過ぎ去りし逆転』
御剣 怜侍[ミツルギ]
検事。20歳。
狩魔豪に連れられて「コードピア大使館員殺人事件」の公判を傍聴していたが、担当検事を務める一条が被告人から告発されるという場面に遭遇したため、これを好機と見た狩魔豪の推薦を受けて検事就任早々にして代理検事に抜擢される。
狩魔 豪（かるま ごう）[ゴウ]
検事。60歳。
狩魔の掟「狩魔はカンペキをもってよしとする」を忠実に遂行して35年の検事生活中に一度の敗北も許さず、今なお自身の無敗神話を更新し続ける法曹界の伝説的存在。「有罪判決のためなら何でもやる」とまで囁かれる強引な捜査手段や狡猾な審理手法をも辞さない姿勢から黒い噂が絶えないが、御剣と冥に己の経験や技術の全てを注いで検事の何たるかを徹底的に叩き込んだ厳格な師匠。歩くときは杖をついている。
狩魔 冥（かるま めい）[メイ]
狩魔豪の娘。13歳。
検事資格取得のために母国アメリカでの司法試験を目前に控える中、夏休みを利用して一時的に来日する。師を同じくする御剣に強烈な競争心を抱いており、様々な場面で躍起になって対抗する。苛立つと鞭を振るう癖はこのころから健在であり、常に乗馬用の鞭を携帯している。
糸鋸 圭介（いとのこぎり けいすけ）[イトノコ]
刑事。26歳。
交番勤務の一巡査から念願叶って刑事課配属となり、熱意を燃やして捜査に当たるが空回りが過ぎてミスを頻発しては減給されている新米刑事。検事ではありながら年下の御剣に対して大きな態度で振る舞う。
一条 九郎（いちじょう くろう）[ケンジ]
被害者。享年40。
「コードピア大使館員殺人事件」の担当検事として法廷に臨んだ際、突如として証言を翻した真刈によって逆に告発される事態に陥り、担当検事を解任される。直後、検察側控室で刺殺体として発見された。
真刈 透（まかり とおる）[ヒコクニン]
被害者。享年32。
「コードピア大使館員殺人事件」の被告人として出廷した際、それまでの証言を根底から覆す「ヤタガラスは自分ではなく一条検事だ」「ヤタガラスから殺人依頼を受けた」とする爆弾発言を立て続けに公表し、一条の担当検事解任を含めた臨時休廷に持ち込む。直後、検察側控室で銃殺体として発見された。
モデルはプロデューサーの江城元秀。
葛 氷見子（かずら ひみこ）[ベンゴニン][カズラ]
声 - 中村有希
弁護士。22歳。
真刈の担当弁護士。天秤を模したイヤリングを着用し、細身のダブルスーツに身を包んだ上で襟を立てて着こなし、化粧崩れも即座に直すおしゃれ好き。笑いに対する沸点が低く、弾みが付くと堪え切れずに全力で吹き出してしまう笑い上戸。
BGMは「クールに笑わせて」。
馬堂 一徹（ばどう いってつ）[バドウ]
刑事。53歳。
糸鋸が刑事として憧憬の眼差しを注ぐ、殺人課所属のベテラン刑事。当初は証言のために出廷する予定だったが、突発的に起こった殺人事件の現場担当として捜査に参加することとなる。犯罪を追及する者の在り方と心構えに対して頑ななまでのこだわりを持ち、殺人事件の現場保存については誰よりも厳しく取り仕切る。狩魔豪とは浅からぬ仲にあり、立場は違えど現場第一主義の信念を認め合っている節がある。
BGMは「真実はアマくない」。
一条 美雲（いちじょう みくも）[ミクモ]
一条九郎の娘。10歳。
裁判所内をうろうろしている少女。御剣に小銭の両替を頼み、足早に立ち去ってしまった。性格は天真爛漫そのものだが、怒りに火が付くとキックボクシングの構えを取って渾身の力を込めた蹴りを放つ攻撃的な一面を持つ。
裁判長（さいばんちょう）[サイバンチョ]
裁判官。年齢不詳。
「コードピア大使館員殺人事件」の審理を統括する裁判長。地方裁判所の裁判官を長く務め、使い込んで慣れ親しんだ愛用の木槌を携帯している。
ディード・マン
コードピア大使館職員。享年53。
「第2のKG-8号事件」の被害者で、真刈に殺害されたとされる。
マニィ・コーチン [マニィ]
コードピア大使館職員。24歳。
「KG-8号事件」の被告人だったが、証拠不十分により無罪判決の処分が下された。
葛 由卯子（かずら ゆうこ）
「天野河コンツェルン」社員。享年不詳。
「KG-8号事件」の被害者。氷見子の妹。
ヤタガラス
「真実を盗む大ドロボウ」を自称する正体不明の怪盗。金品には目もくれず闇に葬られた機密情報を盗み出し、大企業などの不正行為を白日の下に晒すことにのみ行動を起こす義賊。「コードピア大使館員殺人事件」発生当日、大使館に潜入していたらしい。
BGMは「闇夜に舞うギゾク」。

### 『燃え上がる逆転』
ダミアン・ヒンジ [ダミアン]
ババル共和国全権大使。37歳。
ビラやクーポン券を大量に発行して配布したり、ババル共和国大使館を一般開放するなどあの手この手で自国の観光産業発展のために心を砕き、自身もまた笑顔と手揉み、平身低頭を絶やさぬ営業スタイルを貫いて社交的に振る舞うが、真面目な話をする際は一転して悲哀に満ちた表情を曝け出す。
BGMは「蝶と花の国」。
カーネイジ・オンレッド [カーネイジ]
アレバスト王国全権大使。72歳。
今でこそ杖が手放せない老境にあるが、国家分裂前のコードピア公国時代から長年に渡って軍人を務め、幾度と無く国難を救った歴戦の英雄。その経歴から国の問題を己の至らなさに置き換えて考えるほど自分に厳しい。
BGMは「法を超える敵」。
マニィ・コーチン
被害者。享年31。
ババル共和国大使館の秘書執務室で刺殺体として発見された。生前はダミアンの秘書を務める傍らで大使館の事務一切を取り仕切り、その有能ぶりはダミアンも大いに認めていた。
仮面マスク2世（かめんマスクにせい）
被害者。享年29。
アレバスト王国大使館の大使執務室で撲殺体として発見された。初代の怪人☆仮面マスクとは何の関係も無い模倣犯で、警察の身元調査によって以前から指名手配されていた窃盗犯「赤石 葵（あかいし あおい）」だと断定された。
馬堂 一徹（ばどう いってつ）[バドウ]
刑事。60歳。
刻々と差し迫る定年の期日に焦りを募らせ、ついには国際警察に「ヤタガラス捜査の専門家」なる売り込みをかけてまで捜査班の一員として参加する。
矢張 政志（やはり まさし）[ヤハリ]
御剣の親友。25歳。
「天流斎マシス」のペンネームで絵の修業に励んでいたものの、またも女性関係の都合から金が必要となり、スーツアクターのアルバイトでトノサマンショーが開催される「永世中立劇場」に来ていた。時と場と間の悪いところに極めて怪しい行動を取っていた不審人物として捜査線上に浮かんでしまい、一時は殺人容疑者として嫌疑をかけられる事態にまで発展する。
大場 カオル（おおば カオル）[オバチャン]
以前に警備員として勤務していた映画制作会社「英都撮影所」から臨時要請があり、ヒメサマンのスーツアクターとなってトノサマンショーに参加していた。冥曰く「エネルギッシュなオバサマ」。矢張とは警備会社「KB警備」に勤務していたころの関係からしっかりと面識がある。
大沢木 ナツミ [カメラマン]
自称「国際派ジャーナリスト」の女性。劇場の片隅でシャッターチャンスを狙っている。
ミサイル [ミサイル]
所轄署で訓練を受けている警察犬。外見こそ警察犬らしからぬ可愛らしさを振り撒くが、何かの拍子で興奮すると制止もままならない凶暴性を露呈する。
ヤタガラス
7年の沈黙を破り、突如として犯行を予告した怪盗。ババル共和国とアレバスト王国の両大使館に姿を現した。

## 『逆転検事2』

### 『逆転の標的』
王 帝君（おう ていくん）[オウ]
西鳳民国大統領。58歳。
ライオンを彷彿とさせる顔貌とスーツの上からでも見て取れる屈強な肉体を併せ持ち、力強い意志で国を牽引する指導者。「ひょうたん湖公園」で催された歓迎式典での演説中、何者かに狙撃される。
速水 ミキコ（はやみ ミキコ）[ハヤミ]
記者。20歳。
自称「新進気鋭のジャーナリスト」のルポライター。肩掛け式の大型録音機を愛用し、現場に出向した御剣から情報を引き出そうと近付くが逆に丸め込まれてしまい、巧妙な話術に感服して御剣を「第二の師匠」と決める。
外城 涯（とじろ がい）
被害者。享年35。
大統領警護チームのリーダー。内藤と共に舞台上で王の警護に当たっていたが、狙撃犯の銃撃を受けて殉職する。
内藤 馬乃介（ないとう まのすけ）[ナイトウ]
声 - 岩元辰郎
ボディガード。24歳。
大統領警護チームのサブリーダー。金髪をモヒカンにしており、首にコルセットを巻いている。華麗なガンスピンを披露するほど拳銃の扱いに長けており、それと同等にチェスを嗜むために発言の端々に専門用語を織り交ぜる。
田中 太郎（たなか たろう）[タナカ]
アイスクリーム屋。年齢不詳。
参考人として御剣の前に立った露店のアイスクリーム売り。モノクルを装着し、ワイシャツにネクタイという執事然とした姿に法被を羽織る奇妙な格好をしている。
虎狼死家 左々右エ門（ころしや さざえもん）[コロシヤ]
暗殺者。年齢不詳。
裏社会でその名を轟かせる殺し屋稼業の3代目。大統領暗殺の依頼を受けて会場に潜伏していたが、思わぬ形で失敗してしまう。死亡した外城とは何らかの因縁があり、その死の真実を探る意味も込めて御剣を利用する。
亜内 武文（あうち たけふみ）[アウチ]
検事。
式典に招待された検事局長のお付きとして同行していた際、事件に巻き込まれる。

### 『獄中の逆転』
内藤 馬乃介（ないとう まのすけ）
被害者。享年24。
容疑者として留置所に収監されていたが、刑務所内の作業室で刺殺体として発見された。
猿代 草太（さるしろ そうた）[ソウタ]
サーカス団員。24歳。
内藤馬乃介の幼馴染。見るからに優しい顔相と柔らかい物腰を持ち、少しでも威圧的に迫られると途端に萎縮してしまう大変な臆病者。雑用をこなしつつミリカの下で猛獣使いの見習い修行に励み、現在は猿のルーサーとコンビを組んで自身が操られ役を演じる猿傀儡の芸を磨いている。
本話で御剣達と面識を持った事で御剣達と友人になった。
美和 マリー（みわ マリー）[マリー]
留置所および刑務所長。37歳。
留置所と刑務所の管理を兼任する妙齢の女性。動物をこよなく愛し、数年前から動物との触れ合いによって囚人の心を癒やすアニマルセラピーを導入した他、その延長で月に一度の慰問演芸会にも動物ショーを招聘している。毛皮のジャケットを愛用。
BGMは「ハグ・アンド・キス」。
山野 星雄（やまの ほしお）[ヤマノ]
囚人。47歳。
マリーの発案で行われている独自の職業訓練に懸命に取り組み、出所後にトリマーとなるべく修行に励む一方で奉仕活動にも精を出す模範囚。元新聞勧誘員であり、平素は気味が悪いほど丁寧な応対を見せるが、苛立ちが募るにつれて徐々に荒々しい本性が滲み出る。
折中 秀治（おりなか しゅうじ）[シュウジン][オリナカ]
囚人。31歳。
囚人番号「D-259（脱獄）」。元ボクサーであり、「筋肉に楽をさせてはいけない」という持論からパートナーである白熊のマークと共に日課のエクササイズを欠かさず行っている。
鳳院坊 了賢（ほういんぼう りょうけん）[リョウケン]
囚人。年齢不詳。
囚人番号「B-055（BOSS）」。一人称は「拙僧」。盲目の老僧侶で、手には数珠と托鉢を携え、収監中の特別独居房には仏像や祭壇が安置されているが、かつては裏社会で「鈴の音と共にやって来る」と名を馳せた凄腕の暗殺者。様々な技を仕込んだ盲導犬のクロを収監後も手元に置き、現在は通信チェスなどに興じて自分なりに気楽に過ごしている。
BGMは「暗殺の音色」。
ミリカ[ミリカ]
サーカス団員。17歳。
サーカス団「タチミ・サーカス」初代団長の娘で、本名は「立見 里香（たちみ りか）」。生来の素質からサーカス団の目玉の一つである猛獣使いの重責を担い、「興行部猛獣使い課課長」として動物ショーの対外興行責任者も兼任する少女。マリーの招聘を受けて、慰問演芸会で動物ショーを披露している。

### 『受け継がれし逆転』

#### 過去編（18年前）
御剣 信（みつるぎ しん）[シン]
弁護士。34歳。
御剣怜侍の父。「御剣法律事務所」所長を務め、「依頼人との絆を大切にする」「どんな苦境に立たされても諦めない」「弁護士はピンチの時ほどふてぶてしく笑う」の信念に基づいて活動する敏腕弁護士。弁護士バッジのナンバーは「21326」。
BGMは「弁護士の心得」。
信楽 盾之（しがらき たてゆき）[シガラキ]
助手。18歳。
「御剣法律事務所」で助手のアルバイトに従事する学生。この時の一人称は「ぼく」だった。師匠と崇める御剣信のような弁護士となるべく、実地で知識と経験を積み重ねる修行の日々を送る。
天海 一誠（てんかい いっせい）[テンカイチ]
菓子職人。39歳。
「IS-7号事件」の容疑者。世界一の称号を手にしたパティシエであり、本格的な調理内容にミュージカルの演出を組み込んだ斬新な手法で大人気を博すテレビ番組『ダンスイーツ 3時のデコレーショー』の主演者「テンカイチ」として親しまれている。チョコレートが大好物でチョコレート細工が得意。
アフロヘアーが特徴で、立派な体躯に加えて彫りの深い険しい表情と鋭い眼光を持つが、「人々を幸せにする菓子作り」をライフワークとしており、立ち居振る舞いに滲み出る心遣いから言葉の1つ1つに至るまで実に紳士然とした心優しい人物。
BGMは「お菓子な幸せ」。
緒屋敷 司（おやしき つかさ）[オヤシキ]
天海家使用人。16歳。
歌と踊りを愛する天海の助手であり、番組における天海のパートナー「ツカサちゃん」として親しまれている。紅茶に対して深い知識を持ち、それらに用いる食器類の目利きも行っている。
元々は捨て子であったところを屋敷の門前で発見した天海によって救われ、製菓の師匠であり仕える主人であり大恩ある養父でもある天海を心から慕っている。
BGMは「お菓子なダンス」。
風見 豊（かざみ ゆたか）[カザミ]
菓子職人。36歳。
天海が主催した菓子コンテストの参加者。左目に傷がある。飴ポンプを使用された飴細工を得意とし、自作の道具で空気を含ませた飴を練り上げだけで立体的に造形する独自の技術を極めたものの、肝心のデザインについてはイメージとの大きな乖離に頭を悩ませている。
BGMは「風味一閃」。
デリシー・スコーン[デリシャス]
菓子職人。年齢不詳。
天海が主催した菓子コンテストの参加者。裏表のない非常に明るい性格のイギリス人女性。年齢の特定が極めて困難な外見をしているが、御剣信はおろか馬堂をも君付け、子ども呼ばわりする点からそれ相応の年齢を重ねている。
氷堂 伊作（ひょうどう いさく）[ヒョウドウ]
菓子職人。享年38。
「IS-7号事件」の被害者。氷菓子細工が得意。天海が主催した菓子コンテストに参加し、見事な氷菓子細工の彫刻を作り上げたが、後に天海が作り上げたチョコレート細工の中から撲殺体として発見された。
狩魔 豪（かるま ごう）[カルマ]
検事。49歳。
検事就任以来、25年に渡って完璧な立証による有罪判決を勝ち取り続ける伝説的存在。己の意に沿わないはみ出し者の馬堂を疎ましく感じており、捜査担当の検事権限で捜査制限を課している。
馬堂 一徹（ばどう いってつ）[バドウ]
刑事。42歳。
狩魔豪の権力に屈しず、事件の真実を追い求める気骨溢れる刑事。「IS-7号事件」の担当として出向したが、あまりにも情報の隠蔽が多い狩魔豪の捜査手法に反発し、真実の追求という目的を同じくする御剣信に助力する。

#### 現在編（18年後）
緒屋敷 司（おやしき つかさ）[オヤシキ]
「12星座美術館」館長。34歳。
ドレスが草色から深緑色に変わっている。「ダンスイーツ」で培った歌や踊りの経験を活かして歌手もこなす女優に転身して活躍したが、芸能活動引退を機に念願だった個人経営の美術館を開館する。状況が危うくなるとステップを踏む。
デリシー・スコーン[デリシャス]
薬剤師。年齢不詳。
パティシエのような服装だが大手製薬メーカー「天下一グループ」所属の薬剤師であり、手には乳鉢と乳棒を持っている。知古である緒屋敷を訪ねて美術館に足を運んだところ、突如として発生した有毒ガスの被害に遭った風見豊に救急処置を施した。初対面の御剣怜侍に御剣信の面影を見て「長生きはするものだわ」と語る割には、18年前とまるで変わらない姿が年齢への謎を一層深めている。
風見 豊（かざみ ゆたか）[カザミ]
菓子職人。54歳。
「IS-7号事件」の後に西鳳民国に渡って厳しい修行を積み重ね、弱点であったデザインセンスを克服してついに世界一の称号を手にしたパティシエ。展示室「秋の宮殿」に足を運んだ際に有毒ガスの被害に遭うが、薬学に精通したデリシーの救急処置を受けて一命を取り留める。
矢張 政志（やはり まさし）[ヤハリ]
御剣の親友。26歳。
「天流斎マシス」として本格的に絵の修業に励むため、スケッチの題材を求めて美術館を訪れた際に折悪しく有毒ガスの被害に遭った風見豊の第一発見者となってしまう。
天海 一誠（てんかい いっせい）[テンカイチ]
囚人。57歳。
「IS-7号事件」の犯人として服役中の囚人。違法に等しい取り調べの影響から公判前の時点ですでに総白髪となり、18年の年月によって顔貌にも相応の老いをさらに刻み込んでいる。特例によって刑務所内の厨房使用許可を得ており、「人々を幸せにする菓子作り」の信念を曲げずに3時のおやつとして所内に提供される菓子を作り続け、今では所内の誰もが知る名物となっている。
天杉 優作（あますぎ ゆうさく）［オトコ］、天杉 希華（あますぎ まれか）［オンナ］
展示室「冬の宮殿」で展示品を鑑賞するカップル。

### 『忘却の逆転』
籠目 つばさ（かごめ つばさ）
弁護士。享年33。
「検事審査会」審議員を務める1人であったが、検事局から転居した新しい審議室で刺殺体として発見された。
武藤 瞳子（むとう とうこ）[ムトウ]
看護師。22歳。
「伊丹大学病院」から御剣を訪ねてきた看護師で伊丹乙女の孫娘。「安全第一」と書かれたナースキャップを着用。明朗な性格だが相手の顔色などを見て病気だと早合点しては注射を打ちたがる。
伊丹 乙女（いたみ おとめ）[イタミ]
医師。60歳。
武藤瞳子の祖母。「伊丹大学病院」で院長を務める老医師であり、事件の検死官を担当する。かなりの老眼でレンズの厚い眼鏡をかけている。声が小さいために瞳子の代弁を必要とするが、その内容は極めて気丈かつ辛辣であり、声の小ささに反して鋭い聴力と洞察力を持つ。
一柳 万才（いちやなぎ ばんさい）[バンサイ]
「検事審査会」会長。68歳。
一柳弓彦の父。かつて狩魔豪の上司として豪腕を振るった検事局長であり、退任後も審査会の会長に就任して絶大な影響力を堅持する法曹界の怪物。着用している革製のジャケットの襟には自身の、胸には検事資格を剥奪した者の、両肩と背中には縫い込みの秋霜烈日記章を輝かせている。
宝月 茜（ほうづき あかね）[アカネ]
女子高校生。18歳。
科学捜査官を目指してアメリカに留学しており、留学先の教師の通訳を引き受けて来日していた折に糸鋸の連絡を受けて事件現場へ馳せ参じる。
大沢木 ナツミ（おおさわぎ ナツミ）[ナツミ]
フリーカメラマン。25歳。
スクープを追って潜入取材をしていた折に御剣と出くわすが、以前に関わった事件で御剣に何度も手酷い目に遭っているために、本人曰く「ゴクアク検事」と言わしめるほど悪い印象が染み込んでいる。速水ミキコの師匠でもあり、「ルポライターたるもの情報は無責任に垂れ流し」という火に油を注ぐような迷惑極まりない信念を授けている。

### 『大いなる逆転』
王 帝君（おう ていくん）[オウ]
被害者。享年58。
西鳳民国大統領。50階建て高層ビル「ビッグタワー」の裏手にある映画撮影現場で圧死体として発見された。
間宮 由美子（まみや ゆみこ）[スタッフ]
映画制作会社「英都撮影所」スタッフ。20歳。
撮影所の大道具係。撮影現場で死体となっていた王を最初に発見し、助けを求めて飛び出した先で偶然に御剣と再会した。
相沢 詩紋（あいざわ しもん）[シモン]
俳優。13歳。
撮影中の怪獣映画「大怪獣ボルモスVSヒョッシー」の主演者。自身の仕事に並々ならぬ誇りを持つ子役俳優であり、撮影から離れている時でも役作りのために小道具の角とランドセルを着用し続ける徹底ぶりを見せる。その一方で、子役俳優の強みである身長の低さに対して強烈なコンプレックスを抱いており、常に紙パック入りの牛乳をランドセルに満載して持ち歩いている。
多くの大人と接する職業柄、年齢不相応の達観した視点で鋭く抉り込む尖った言動の持ち主。気性の荒々しさから言葉の凄みも一層のものだが、その素顔は褒められると素直に生じる照れを隠すために顔を背ける癖があり、撮影本番で最高の演技を発揮するべく人目を避けて練習に勤しむ大変な努力家。
BGMは「トガったお年頃」。
荷星 三郎（にぼし さぶろう）[ニボシ]
俳優。25歳。
「英都撮影所」に所属する俳優。過去にトノサマンシリーズで主役のスーツアクターを担当した経験があり、今回もまた怪獣ボルモスのスーツアクターとして撮影に臨んでいる。鍛え抜かれた屈強な肉体とライオンのような顔貌を持つが、中身は「恐縮です」が口癖という気弱で柔和な性格であり、芸能人のスキャンダル記事が大好きという下世話な一面がある。なお一人称が「裁判」では「ボク」だったが、「検事」では「私」になっている。
亀井 隆二（かめい りゅうじ）[カメイ]
故人。享年31。
「SS-5号事件」の被害者。生前はフリージャーナリストとして活動していた。
狼 大龍（ろう たいりゅう）
故人。年齢不詳。
狼士龍の父親。狼家前当主であり、連綿と受け継がれてきた「当代の国主を守る」という狼家の宿命を忠実に遂行して王と厚い親交を結んでいた。しかし、ある事件を担当した検事が起こした不祥事から権威を失墜し、家名没落の屈辱を背負ったまま不遇のうちに世を去る。
大沢木 ナツミ（おおさわぎ ナツミ）[ナツミ]
たまたま御剣に帯同していたことから真っ先に事件に関わり、独占スクープを得るために奔走する。
速水 ミキコ（はやみ ミキコ）[ハヤミ]
師匠であるナツミと共に行動する。
鳳院坊 了賢（ほういんぼう りょうけん）[リョウケン]
事件の数日前に刑務所から忽然と姿を消し、行方不明となる。
成歩堂 龍一（なるほどう りゅういち）、綾里 真宵（あやさと まよい）
高層ビルの見物客。ただし御剣たちから注目されない。

## 漫画版

### 『逆転のコスチューム』
金槌（かなづち）
女性巡査。ほぼ毎回登場する。現場に「KEEP OUT」のテープを過剰に貼りまくる。苗字は「ニューイヤー」編で判明。下の名前は不明だが、おまけ漫画によると「カ」で始まる名前らしい。
間田 初音（まだ はつね）
被害者。ホテル・バンドーの5F会場で行われた「舶来紅茶のゆうべ」に参加していた。女子トイレで刺殺体で発見される。
海藤 次郎（かいどう じろう）
「舶来紅茶のゆうべ」の隣の会場で行われた「全国仮装学会パーティー」の主催者。
今賀 華代（いまが はなよ）
「全国仮装学会パーティー」の参加者。露出の高い小悪魔の仮装をしている。
酔っ払い
「全国仮装学会パーティー」の参加者。赤ワインをがぶ飲みしてひどく酔っていた。事件現場で寝ていたところを発見される。本名は不明。
魔女っ子
「全国仮装学会パーティー」の参加者。魔女の仮装をしている。本名は不明。

### 『逆転のラストナンバー』
ハヤト
ロックバンド「B（バード）・ウイング」のボーカリスト。ライブ中にボウリングボールで撲殺される。自分勝手で周囲を振り回してばかりだった。
ヒナ
ロックバンド「B（バード）・ウイング」のベーシストで紅一点。ハヤトとつきあっていたが、手ひどくフラれた。事件発生時はブンタと一緒にいたのでアリバイがある。
タカ
ロックバンド「B（バード）・ウイング」のドラマー。ハヤトのことが大嫌いだった。凶器のボウリングボールの持ち主で事件発生時のアリバイが無い。
ブンタ
ロックバンド「B（バード）・ウイング」のギタリスト。打ち合わせに無いアドリブ演奏をした。事件発生時はヒナと一緒にいたのでアリバイがある。
鴨田 童司（かもだ どうじ）
バンドスタッフ。子供のころから何をやってもドジばかり。ライブ中は雑務を担当していた。事件発生時のアリバイを黙秘している。

### 『逆転の銃弾』
武田 啓史（たけだ ひろふみ）
2億円相当の宝石類を強奪した強盗犯。人質をとりビルに逃げ込んだが、額を撃たれて即死。
常世 直志（とこせ なおし）
強盗犯を追跡していた巡査。逃走した武田を追いビル内へ入り込んだが、腹部を撃たれて重体。
一十路 千佳（いちじゅうじ ちか）
武田によって人質に取られた女性。再就職活動がうまくいかず、公園で落ち込んでいたところを人質に取られたと証言。事件後に病院へ連れて行ってくれた糸鋸に対し好意を持っている様子。

### 『逆転ミュージアム』
ジェントルマンズ
半年ほど前に現れたハンサム強盗団。赤いタキシードと紳士的な振る舞いが特徴で、女性ファンも多い。
魅木 蘭次郎（みき らんじろう）
「せせらぎ美術館」の館長。山中で遭難しかけた糸鋸を助けたことがある。一般公開されるゴホンの名画「おまわり」がジェントルマンズに狙われるかもしれないということで、糸鋸に警護を依頼した。
黒戸 萌音（くろと もね）
「せせらぎ美術館」の職員で、蘭次郎の姪。就職活動がうまくいかなかったので蘭次郎に雇われたが、美術品についての知識はほとんどない。ジェントルマンズファンクラブの会長を務めている。また、空手の有段者でもある。
阿藤 護（あとう まもる）
「せせらぎ美術館」の専属警備員で、萌音の空手の師匠。真面目な性格で職務を忠実に実行する。「おまわり」の警護中に何者かに撲殺される。
別須任 尽（べすとう つくす）
私立探偵。蘭次郎から絵画の警護を依頼される。浮気調査とペット捜索以外の依頼は初めてらしく、かなり気合が入っている。
アマネク・シール
世界的に有名な美術研究家。「おまわり」の一般公開に先立ち来日し、御剣と共に美術館を訪れた。

### 『逆転ニューイヤー』
遠井 幸（とおい さち）
26歳。玩具メーカー「おもちゃ堂」社長秘書。死体の第一発見者。
大餅屋 鰤吉（おおもちや ぶりきち）
43歳。玩具メーカー「おもちゃ堂」社長で、先代社長の長男。社長室で遺体で発見された。会社の業績悪化を苦に切腹自殺を図ったものと思われる。
大餅屋 積樹（おおもちや つみき）
41歳。玩具メーカー「おもちゃ堂」副社長で、先代社長の次男。先代社長の呪いに怯え、次期社長就任を辞退する。
大餅屋 竹馬（おおもちや ちくま）
39歳。玩具メーカー「おもちゃ堂」専務で、先代社長の三男。社長の死を受け、緊急措置として社長代理を務める。
大餅屋 玩之輔（おおもちや がんのすけ）
玩具メーカー「おもちゃ堂」先代社長にして創業者。1年前の元日、社長室で切腹自殺を図り死亡した。
ロケット
鰤吉社長の愛犬で、彼が唯一心を許していた存在。

### 『銀幕の逆転』
千獄 懲介（せんごく ちょうすけ）
52歳。地方警察局副局長。巨大ツリー爆破事件を解決へと導いた。次期警察局長候補とも言われる人物。自身は現場に赴かず、捜査陣の話を聞くだけでたちどころに事件を解決してしまうことから、「安楽椅子刑事」と呼ばれている。映画「オセロ刑事」では、監修として拳銃の撃ち方や立ち回りなどを指導。
南波 翔（なんば しょう）
26歳。映画「オセロ刑事」で、黒刑事を演じる。出雲エミと付き合っているが、婚約にまでは至っていない。
出雲 エミ（いずも エミ）
24歳。映画「オセロ刑事」で、ヒロインを演じる。人前では愛想良くしているが、テレビやファンのいないところでは自分勝手でわがままになる。何者かに撲殺される。
二神 疾（にがみ はしる）
42歳。映画「オセロ刑事」で、白刑事を演じる。
慈山根 香（じやまね かおり）
26歳。出雲エミのマネージャー。エミのわがままに振り回されて、かなりストレスがたまっている様子。
須田 イリス（すだ イリス）
29歳。スタイリスト。南波翔との浮気が噂されている。
羽原 知一（はばら ともかず）
31歳。芸能カメラマン。出雲エミを追いかけて早5年。「真正面から正々堂々と」がモットーらしいが、思いっきりこそこそしている。
苗場 素男（なえば もとお）
29歳。出雲エミファンクラブ会長。出雲エミを追いかけて衣装部屋に忍び込んでいた。
紀藤 保志（きとう やすし）
千獄の推理により逮捕され、御剣の手で起訴された、巨大ツリー爆破事件の容疑者。爆破事件が発生した時刻は自宅マンションにいたとアリバイを主張していた。2日前に刑務所から脱走し、自宅マンションから飛び降りて死亡。世論の中には冤罪だったのではないかという声も挙がっている。
ガブ
南波翔が飼っているチワワ。すぐに他人の尻にかみつく癖がある。好物は1枚500円もする犬用ビスケット。

### 『逆転!鬼々怪々』
全力 啓吾（ぜんりき けいご）
37歳。斧乃鬼ホテルの警備員。2日前の火災の際、別館で鬼を目撃した。
若津 聖史郎（わかつ せいしろう）
64歳。斧乃鬼ホテルのマネージャー。常に笑顔とお辞儀を振舞う。
大穂 輝夫（だいほ てるお）
42歳。斧乃鬼ホテルのオーナー。別館の取り壊しを計画している。別館7階より転落死する。
宇山 紅斎（うやま こうさい）
35歳。斧乃鬼ホテルの鬼を封印するために呼ばれた祈祷師。
音無 哀（おとなし あい）
28歳。恋愛小説家。斧乃鬼ホテルに宿泊した夫（貞治）を探している。通称、音無夫人。
音無 貞治（おとなし さだはる）
29歳。小説家で音無夫人の夫。斧乃鬼ホテルに宿泊していたが、1週間前の火災から行方不明になっている。
柊 カエデ（ひいらぎ カエデ）
17歳。オカルト好きの女子高生。鬼に会うために斧乃鬼ホテルでアルバイトをしている（本人曰く、バイトは禁止らしい）。
超常現象研究会
斧乃鬼ホテル本館に宿泊している団体客。

### 『逆転クリニック』
佐和 ルナ（さわ ルナ）
21歳。立待クリニックの受付でアルバイトをしている。御剣と糸鋸が患者として来た時は、患者が来ることが珍しいらしく、久々のお客だと言って喜んでいた。
那須 寛子（なす ひろこ）
45歳。立待クリニックの看護師。牧上の脅しに悩んでいる。
牧上 真久里（まきあげ まくり）
54歳。無職。立待クリニックの患者。1年前に事故で搬送されてきた。治ったはずの骨折をした腕がまだ治っていないと嘘を言い、しまいには立待クリニックをバッシングして患者を奪ってしまう。毒の入ったコーヒーを飲んで死亡する。
真田 源吉（さなだ げんきち）
76歳。立待クリニックの入院患者。診療所がさびれたのは牧上のせいだと、牧上を恨んでいる。
海野 駆太（うんの かけた）
33歳。立待クリニックの入院患者。もともと骨折していた右足の治療のために入院したが、運悪くベッドが壊れて今度は左足を捻挫してしまった。
立待 治輔（たちまち なおすけ）
52歳。立待クリニック所長。腕は確かだと患者の皆が認める名医。牧上のことで、彼の人生を台無しにしたと落ち込み、毎月見舞金を送り続けている。温厚な性格で、手先が器用。漆器作りに凝っている。